# Fra Diavolo (film, 1910)
Pour les articles homonymes, voir Fra Diavolo (homonymie) et Diavolo (homonymie).
Pour plus de détails, voir Fiche technique et Distribution.
Fra Diavolo est un court métrage muet français réalisé par Albert Capellani, sorti en 1910.
Il s'agit de la première adaptation au cinéma de l'œuvre de Daniel-François-Esprit Auber Fra Diavolo ou l’Hôtellerie de Terracine, opéra-comique en trois actes, sur un livret d'Eugène Scribe et Casimir Delavigne, créé à Paris le 28 janvier 1830 à l'Opéra-Comique.
Il y aura plusieurs autres adaptations cinématographiques de cet opéra-comique, par Alice Guy (1912) deux ans plus tard, par Mario Bonnard (1931) , par Hal Roach et Charley Rogers (1933) aux États-Unis et par Luigi Zampa en Italie.

## Fiche technique
- Titre : Fra Diavolo
- Réalisation : Albert Capellani
- Scénario : Michel Carré d'après l'opéra-comique de Eugène Scribe et Casimir Delavigne (1830)
- Photographie :
- Montage :
- Producteur :
- Société de production : Société cinématographique des auteurs et gens de lettres (S.C.A.G.L.)
- Société de distribution :  Pathé Frères
- Pays de production :  France
- Langue : film muet avec les intertitres en français
- Métrage : 245 mètres
- Format : Noir et blanc — 35 mm — 1,33:1 —  Muet
- Genre : Film dramatique
- Durée : 8 minutes 10
- Date de sortie :
  - France : 25 novembre 1910

## Distribution
- Jean Angelo : Fra Diavolo
- Georges Baud : le capitaine des Gardes
- Marcelle Barry : la fille de l'aubergiste
- Maurice Luguet
- Eugénie Nau